# Doris Dykstra
Doris Dykstra (Lebensdaten unbekannt) ist eine ehemalige deutsche Fußballspielerin.

## Karriere
Dykstra gehörte dem KBC Duisburg an, für den sie als Torhüterin das am 8. Mai 1983 im Frankfurter Stadion am Bornheimer Hang mit 3:0 gewonnene Finale um den DFB-Pokal gegen den FSV Frankfurt bestritt.

## Erfolge
- DFB-Pokal-Sieger 1983